# Archidiecezja Acerenzy
Archidiecezja Acerenzy (łac. Archidioecesis Acheruntina) – archidiecezja w południowych Włoszech w metropolii Potenzy-Muro Lucano-Marsico Nuovo.

## Historia
Biskupstwo w Acerenza erygowano już ok. 300 roku. W X wieku przez cesarza bizantyjskiego Nicefora Fokasa i patriarchę konstantynopolitańskiego Polieuktosa została poddana jurysdykcji archidiecezji Otranto. Przez papieża uczyniona wkrótce sufraganią archidiecezji Salerno.
Źródła historyczne jako pierwszego arcybiskupa Acerenzy wspominają w 1063 Geralda. Papież Aleksander II potwierdził ten tytuł, a w 1106 Paschalis II włączył do metropolii Acerenza następujące diecezje: Gravina, Potenza, Tricarico, Anglona-Tursi oraz Venosa.
W 1203 doszło do prawie całkowitego zniszczenia miasta. Innocenty III przeniósł siedzibę arcybiskupa do Matery, a nowa archidiecezja otrzymała nazwę archidiecezji Acerenzy i Matery (łac. Archidioecesis Acheruntina et Materanensis). W 1440 Eugeniusz IV mianował biskupa dla diecezji Matery, a po śmierci biskupa Acerenzy doszło do złączenia równorzędnie obu diecezji (aeque principaliter).
Stan ten trwał do 1954, kiedy Stolica Apostolska rozłączyła obie diecezje. W 1976 na krótko diecezja. Od 1977 ponownie archidiecezja.

## Główne świątynie
- Katedra: Bazylika katedralna Wniebowzięcia Najświętszej Maryi Panny i św. Kaniusa w Acerenzy

## Lista biskupów i arcybiskupów

### biskupi Acerenzy
- imiona biskupów do Józefa są znane z tradycji

- Romanus (300–329)
- Monocollus (8 lat)
- Petrus I (3 lata)
- Sylvius (5 lat)
- Theodosius (8 lat)
- Aloris (22 lata)
- Stephanus Primus (2 lata)
- Araldus (4 lata)
- Bertus (3 lata)
- Leo I (23 lata)
- Lupus (3 lata)
- Evalanius (12 lat)
- Azo (3 lata)
- Asedeus (8 lat)
- Józef (23 lat)

...
- święty Justus – pierwszy poświadczony historycznie biskup Acerenzy; uczestniczył w synodzie w Rzymie w 499.

...
- Leo II (występuje 799)
- Peter II (833)
- Rudolf (869–874)
- Leo III (874–904)
- Andrea (906–935)
- Johannes I (936–972)
- Johannes II (993–996)
- Stephan II (996–1024)

### biskupi i arcybiskupi Acerenzy
- w pewnym momencie w XI wieku przed 1063 diecezja została podniesiona do rangi archidiecezji

- Stephan III (1029–1041)
- Stephan IV (1041–1048)
- Goderio I (1048–1058)
- Goderio II (1058–1059)

### arcybiskupi Acerenzy
- Godano or Gelardo (1059–1066)
- Arnald (1066–1101)
- Peter III (1102–1142)
- Durando (1142–1151)
- Robert I (1151–1178)
- Riccardo (1178–1184)
- Peter IV (1184–1194)
- Peter V (1194–1197)
- Rainaldo (1198–1199)
- Andrea (1200–1231)

### arcybiskupi Acerenzy i Matery
od 1203 do 1954 archidiecezja Acerenza była połączona z diecezją Matery tworząc arcybiskupstwo Acerenzy i Matery
- Andrea (1200–1231 i 1236–1246)
- Anselm (1252–1267)
- Lorenz (1268–1276)
- Pietro d'Archia (1277–1299)
- Gentile Orsini (1300–1303)
- Guido (or Guglielmo) (1303–1306)
- Landolfo (or Rudolfo) (1306–1308)
- Robert II (1308–1334)
- Pietro VII (1334–1343)
- Giovanni Corcello (1343–1363)
- Bartolomeo Prignano, później Papież Urban VI (1363–1377)
- Niccolò Acconciamuro (1377–1378)
- Giacomo di Silvestro (1379)
- Bisanzio Morelli (1380–1391)
- Pietro Giovanni de Baraballis (1392–1394)
- Stefano Goberio (1395–1402)
- Riccardo de Olibano (1402–1407)
- Niccolò Piscicello (1407–1414)
- Manfredi Aversano (1414–1444)
- Marino de Paolis (1444–1470)
- Francesco Enrico Lunguardo (1471–1482)
- Vincenzo Palmieri (1483–1518)
- Andrea Matteo Palmieri (1518–1528)
- Francesco Palmieri (1528–1530)
- Giovanni Michele Saraceni (1531–1556)
- Sigismondo Saraceno (1558–1585)
- Francesco Antonio Santorio (1586–1588)
- Francesco de Abillaneda (Francisco Avellaneda) (20 marca 1591 do 3 września 1591)
- Scipione de Tolfa (1593–1595)
- Giovanni de Myra (1596–1600)
- Sede vacante (1600–1606)
- Giuseppe de Rossi (1606–1610)
- Giovanni Spilla, O.P. (Juan de Espila) (1611–1619)
- Fabrizio Antinoro (1621–1630)
- Domenico Spinola (1631–1636)
- Simone Carafa Roccella (1638–1647)
- Giovanni Battista Spinola (1648–1665)
- Vincenzo Lanfranchi (1665–1676)
- Antonio del Rjos Colminarez (1678–1702)
- Antonio Maria Brancaccio (1703–1722)
- Giuseppe Maria Positano (1723–1729)
- Alfonso Mariconda (1730–1737)
- Giovanni Rossi (1737–1738)
- Francesco Lanfreschi (1738–1754)
- Antonio Ludovico Antinori (1754–1758)
- Serafino Filangeri (1759–1762)
- Nicola Filomarini (1763–1768)
- Carlo Parlati (1768–1774)
- Giuseppe Sparano (1775–1776)
- Francesco Zunica (1776–1796)
- Camillo Cattaneo della Volta (1797–1834)[1]
- Antonio Di Macco (1835–1854)
- Gaetano Rossini (1855–1867)
- Pietro Giovine (1871–1879)
- Gesualdo Nicola Loschirico, O.F.M. Cap. (1880–1890)
- Francesco Maria Imparati, O.F.M. (1890–1892)
- Raffaele di Nonno, C.SS.R. (1893–1895)
- Diomede Angelo Raffaele Gennaro Falconio, O.F.M. (1895–1899)
- Raffaele Rossi (1900–1906)
- Anselmo Filippo Pecci, O.S.B. (1907–1945)
- Vincenzo Cavalla (1946–1954)

### arcybiskupi Acerenzy
- - Acerenza i Matera zostały rozłączone na dwie osobne archidiecezje 2 lipca 1954
- Domenico Pecchinenna (1954–1961)
- Corrado Ursi (1961–1966) (później arcybiskup Neapolu)
- Giuseppe Vairo (1966–1979)[2]
- Francesco Cuccarese (1979–1987)
- Michele Scandiffio (1988–2005)
- Giovanni Ricchiuti (2005–2013)
- Francesco Sirufo (od 2016)